# 多々見良三
多々見 良三（たたみ りょうぞう、1950年〈昭和25年〉8月26日 - ）は、日本の医師、政治家。元京都府舞鶴市長（3期）。循環器内科を専門としており、日本循環器学会認定循環器専門医、日本心血管カテーテル治療学会指導医、日本内科学会認定内科医、日本心血管インターベンション治療学会名誉専門医である。

## 経歴
石川県河北郡高松町（現・かほく市）出身。金沢大学医学部医学科卒業・医学士。同大学大学院医学研究科博士課程修了・医学博士。
1980年、同大学第二内科に入局。脂質代謝の研究を行い、1982年に舞鶴共済病院に内科医員として赴任した。以後、舞鶴共済病院で地域医療を支え、専門領域である循環器科心カテーテル術で京都府下1位、近畿地区でも5位の手術を手掛けた。
しかし、2003年に市立舞鶴市民病院で医師大量退職が起こった。平成に入って舞鶴市の周辺市町村に中核病院ができたため、患者人口が激減し経営状態が悪化。当時の舞鶴市民病院は臨床研修教育の第一人者として知られる副病院長のもと、総合内科医の養成に注力していたが、市が総合内科を廃止し、専門診療科を充実させる方向での検討をはじめたことが要因であるという。
そのようななか多々見は地域医療への尽力を続け、2005年には同じく循環器医師で金沢大学卒の石瀬昌三から病院長を引継ぎ就任。舞鶴市民病院再建を図る委員会の委員にも就任した。当時の市長であった江守光起は市民病院の自力再建を断念し、2006年1月に療養型中心に転換して民間委託する方針を発表したが、医師確保などの問題で実現せず、同年6月には唯一の常勤医であった院長が退職。このため、防衛庁は期間限定で自衛隊の医官の派遣を行っている。2007年に齋藤彰が市長に就任すると、同じく舞鶴市内にある国立舞鶴医療センター、舞鶴赤十字病院、舞鶴市民病院、舞鶴共済病院の4総合病院を統合し、1つの基幹病院に再編する案が浮上した。多々見はこの案に「経営母体、経営内容、医師の派遣元大学が違い、もともと一つになり得ない」という理由から強く反発し、舞鶴共済病院も再編案から離脱した。
2010年12月、翌年2月に予定されている舞鶴市長選に出馬を表明、舞鶴共済病院を退職し出馬。2011年2月6日に行われた舞鶴市長選において現職の齋藤彰を大差で破り第20代舞鶴市長に就任した。
多々見は市長に就任後、4つの病院を「あたかも1つの総合病院」として機能させることに取り組んだ。まず、心臓外科と循環器内科を強みとしていた舞鶴共済病院には循環器センターを、整形外科やリハビリテーション科を強みとしていた舞鶴赤十字病院にはリハビリテーションセンターを設置、舞鶴市民病院はかねてから不足していた医療型療養病床に特化した病院とした。そして病院間を循環バス（運賃は市が全額助成）で結び、病院間共有のネットワークシステムを構築して患者が複数の診療科を受診しても不便が無いように計らった。消化器内科・眼科などはそれぞれの病院に残っているが、集約化していく構想であるという。
また経済活性化対策として「舞鶴ブランドの発掘と育成」に取り組んだ。人口の自然減を交流人口の拡大でカバーするため、市のブランドを「赤れんが」「海」「港」に特化し、魅力を積極的にPRし磨き上げた結果、2003年には115万人だった観光客数が、2014年には231万人に倍増している。
2015年2月に舞鶴市長選に立候補し、初めて自由民主党と民主党の推薦を受け、共産党推薦候補を大差で破り再選を果たした。
2016年、第11回マニフェスト大賞（首長）で最優秀賞を受賞。1期目は病院長であった経験をもとに地域医療に取り組み、2期目は「舞鶴版地方創生」として市町村としては7番目に総合戦略を策定（舞鶴市まち・ひと・しごと創生総合戦略）したことなどが評価された。
2018年4月4日に舞鶴文化公園体育館で開催された大相撲舞鶴場所にて、土俵上での挨拶中に突然倒れて救急搬送された。搬送先の病院での精密検査の結果、クモ膜下出血と診断され、ただちに手術が行われた。手術後、容体は安定し、約1ヶ月間入院して療養・リハビリを行った。6月14日に退院し、同月28日に公務に復帰している。
土俵上で倒れたとき、応急処置のために多々見がかつて院長を務めていた病院の看護師が土俵にあがった。これに対して、三段目格の行司が「女性の方は土俵から下りてください」とアナウンスしたことが物議を醸した。同日（4月4日）夜に「行司が動転して呼びかけたものでしたが、人命にかかわる状況には不適切な対応でした。深くお詫び申し上げます」と八角理事長が謝罪のコメントを出している。
多々見は6月28日の公務復帰会見で、行司のアナウンスについて「少なくとも救命措置がいる場合においては男も女もない。助けに行くのが原則ではないか」と語ったが、行司本人に対しては「しきたりの中で育っている。何の悪気もない。責めるわけにはいかない」とした。アナウンスを行った三段目格行司は、同月30日付で辞職している。
2019年2月に舞鶴市長選に立候補し、自由民主党と公明党の推薦を受け、共産党候補を大差で破り3選を果たした。
2021年には、2019年新型コロナウイルスのワクチン接種について「高齢者はなるべく動かさない方がよい」と医師の立場から提案を行った。予約を不要とし、地区ごとの会場に高齢者が着席をして待機、医師・看護師が巡回して接種し、接種後20分は着席を続けて経過観察を行い、副反応が起きたときの転倒も防ぐことができる独自の「舞鶴方式」で高齢者への接種が進められている。ワクチン接種に携わる医師が足りないときは医師である自身が役割を買って出て、救急隊員や高齢者ら約300人に接種を行った。7月12日から舞鶴で東京五輪前の事前合宿をおこなうウズベキスタン柔道選手団に対応する市民120人のワクチン接種にも当たり、7月2日に2回目の接種を終えている。
2023年2月5日の市長選挙で4選を目指したが、京都維新の会（日本維新の会京都府総支部）が推薦した元市議の鴨田秋津に敗れ、落選した。

## 年譜
- 1976年（昭和51年） - 金沢大学医学部医学科卒業。第二内科に入局。
- 1980年（昭和55年） - 金沢大学大学院医学研究科博士課程修了。医学博士。（金沢大学博士号 医博甲第549号 修得）[3]
- 1982年（昭和57年） - 舞鶴共済病院循環器科へ赴任。
- 1983年（昭和58年） - 舞鶴共済病院循環器科医長に就任。
- 2003年（平成15年） - 舞鶴共済病院診療部長 循環器科主任部長に就任。
- 2004年（平成16年） - 舞鶴共済病院副院長 診療部長に就任。
- 2005年（平成17年） - 舞鶴共済病院病院長に就任。
- 2007年（平成19年） - 金沢大学医学部臨床教授に就任。
- 2008年（平成20年） - 福井大学医学部非常勤講師に就任。
- 2011年（平成23年） - 舞鶴市長当選。
- 2015年（平成27年） - 舞鶴市長再選。
- 2019年（平成31年） - 舞鶴市長3選。
- 2023年（令和5年） - 舞鶴市長選挙落選。

## 信条と理念
- 努力が報われる社会
- 真の弱者を助け合う社会
- 信頼を裏切らず、約束を守り、感謝を忘れず

## 主な役職
- 京都舞鶴港振興会理事長
- 京都府医師会参与
- 舞鶴医師会理事